# Just Dance 3
Just Dance 3 is een muziekspel uitgebracht door Ubisoft voor de Wii, Xbox 360 en PlayStation 3. Het is het vervolg op Just Dance 2. Het spel werd in Noord-Amerika uitgegeven op 7 oktober 2011 en op 11 oktober 2011 in Europa.
Just Dance 3 bevat 57 nieuwe muziektitels en enkele aanvullende modi om het spel te spelen. Tevens was er de mogelijkheid om via downloadbare inhoud nieuwe muzieknummers toe te voegen.
Het spel ontving positieve recensies en heeft op verzamelsite Metacritic een gemiddelde score voor alle platforms van 73%. Just Dance 3 is het bestverkochte spel van een derde partij voor de Wii met in totaal 9,92 miljoen verkochte exemplaren.